# Antônio Calmon
Antonio Augusto Dupin Calmon (Manaus, 29 de outubro de 1945) é um autor brasileiro de telenovelas, diretor de cinema, roteirista, produtor de cinema e de minisséries da TV Globo, radicado no Rio de Janeiro.

## Carreira
Antonio Augusto Dupin Calmon nasceu em Manaus, em 1945. Oito anos depois, mudou-se com a família para o Rio de Janeiro, onde prestou vestibular e ingressou na Escola de Sociologia e Política da Pontifícia Universidade Católica do Rio de Janeiro, em 1964.

### O começo
O começo de sua carreira profissional se deu no cinema, como diretor de curtas-metragens e assistente de direção nos primeiros filmes do Cinema Novo, como A Grande Cidade (1965), de Cacá Diegues, Terra em Transe (1967) e O Dragão da Maldade Contra o Santo Guerreiro (1968), de Glauber Rocha e O Bravo Guerreiro (1968), de Gustavo Dahl.
Em 1970, dirigiu seu primeiro longa-metragem, O Capitão Bandeira Contra o Doutor Moura Brasil, protagonizado por Paulo César Pereio, Hugo Carvana, Norma Bengell e Dina Sfat, considerado por muitos um filme cult, afeito à estética do chamado Cinema Marginal.
Em seguida, realizou o suspense psicológico Paranóia (1975), com roteiro de Carlos Heitor Cony, estrelado por Anselmo Duarte, Norma Bengell, Paulo Villaça e a jovem Lucélia Santos em seu primeiro papel no cinema. Com Revólver de Brinquedo (1975), estrelado por Helber Rangel, Tereza Rachel e Maria Lúcia Dahl, possuidor de semelhanças com a temática de Paranóia, trazia uma história que entrelaça violência, sonho e realidade escrita por Leopoldo Serran. Em Gente Fina é Outra Coisa (1976), iniciou o ciclo de suas produções mais identificadas com a pornochanchada carioca em voga na época.
Obra adaptada da peça homônima de Antônio Bivar, é uma comédia em três episódios protagonizados por Ney Sant'anna (filho de Nelson Pereira dos Santos), com um erotismo ainda ingênuo e uma leve crítica social. Já em Nos Embalos de Ipanema, de 1977 (início de sua parceria com André de Biasi) e em O Bom Marido (1978), os resultados da conjugação entre sexualidade e análise social e comportamental são mais bem sucedidos. No primeiro, um garotão de praia (De Biasi) é obrigado a servir de gigolô para empresário homossexual (Paulo Villaça). No segundo, um empresário falido (Paulo César Pereio) cede a sedutora mulher (Maria Lúcia Dahl) para magnatas estrangeiros a fim de conseguir obter vantagens futuras.
Com Eu Matei Lúcio Flávio (1978), o autor inicia sua explosiva parceria com o ator e produtor Jece Valadão. Esse foi o filme que causou mais polêmica, e conta de forma romanceada a biografia do policial ligado ao Esquadrão da Morte Mariel Maryscott, figura célebre nas colunas policiais cariocas dos anos 1970. Ancorado no sucesso anterior de Lúcio Flávio, o Passageiro da Agonia (1977), de Hector Babenco, Eu Matei Lúcio Flávio foi considerado por alguns reacionário e direitista, num período em que o Brasil já passava pelo processo da abertura política do governo Ernesto Geisel. Outros, por sua vez, o viram como uma vigorosa experiência no gênero policial.
Em Terror e Êxtase (1979), adaptação do romance de José Carlos Oliveira com a então estreante Denise Dumont e mais Roberto Bonfim, André de Biasi, José Lewgoy, Anselmo Vasconcelos e Maria Lúcia Dahl, também causa impacto, na sensual e violenta história do envolvimento amoroso entre uma jovem burguesa (Dumont) e um frio bandido de morro (Bonfim). O filme conteve cenas fortes de sexo e violência e se converteu em um grande sucesso de bilheteria.
No filme seguinte, Mulher Sensual (1980), investiu em uma temática mais convencional, inserida no contexto do cinema comercial erótico da época, contando com a musa da pornochanchada Helena Ramos, mais Paulo Ramos, André de Biasi, Otávio Augusto e Maria Pompeu, na história dos conflitos sexuais de uma atriz de televisão. Com O Torturador (1981), repetiu a parceria com Jece Valadão, na fantasiosa trama de uma conspiração nazista em uma republiqueta latino-americana.
Após esse, Calmon faria aquele que é seu filme mais famoso, Menino do Rio (1982), em que contou com jovens atores como André de Biasi, Cláudia Magno, Sérgio Mallandro, Ricardo Graça Mello, Cláudia Ohana e Tânia Boscoli. A história incorporou elementos importados do cinema de gênero norte-americano e girou em torno de um grupo de amigos surfistas. A produção de base para a futura atração televisiva Armação Ilimitada.
O êxito do filme proporcionou a gravação de uma sequência, Garota Dourada (1984), onde a fórmula já se encontrava desgastada. A trama, de qualidade inferior, não foi bem aceita e marcou o fim da carreira de Calmon como diretor de cinema. Em 1985 vai para a televisão, onde roteirizou o seriado Armação Ilimitada, lendária atração levada ao ar pela TV Globo entre 1985 e 1988.

### Estreia como autor
Sua estreia como autor foi em 1989, quando escreveu juntamente com Walther Negrão a novela Top Model, que abordava temas entre outros como masturbação e gravidez na adolescência, e foi um fenômeno de audiência. Em 1991 escreveu Vamp, um estrondoso sucesso.
Em 1993, discutiu o tema da paranormalidade na novela Olho no Olho, cuja audiência média foi de 44 pontos, numa época que a Globo dominava a TV brasileira.
Em 1995, escreveu a novela Cara & Coroa, que conta a história das gêmeas de caráter oposto. Calmon voltou a fazer sucesso em 1998 com Corpo Dourado, que caiu no gosto do público e obteve grande audiência, reerguendo o horário que havia decaído com a antecessora Zazá. Em 2002, apostou na teledramaturgia infanto juvenil ao escrever O Beijo do Vampiro.

### Década de 2000
Na sequência, veio Começar de Novo, em 2004, que chegou a marcar apenas 22 pontos – número pífio para a época – chegando a perder o primeiro lugar em alguns dias para A Escrava Isaura, da RecordTV. Em 2008, escreveu Três Irmãs, trama jovem que envolvia os dilemas de três irmãs criadas por uma mãe solteira em uma praia repleta de amores. A trama, porém, também teve fracasso e chegou a marcar apenas 16 pontos, se tornando a telenovela de menor audiência da emissora na ocasião, atrás de Malhação e da reprise de Mulheres Apaixonadas no Vale a Pena Ver de Novo, ficando em segundo lugar em alguns dias atrás de Os Mutantes, da RecordTV.

### Década de 2010
- Escreveu a minissérie policial Na Forma da Lei,[6] seriado brasileiro que foi exibido pela TV Globo na segunda faixa de shows da emissora, entre 15 de junho e 3 de agosto de 2010.
- Após este período, o autor teve todos seus projetos rejeitados pela direção da emissora, ficando de férias até o final de seu contrato, em 2014, quando foi demitido contra a vontade.
- Em 2016, mesmo sem contrato, o autor entregou a sinopse de uma nova telenovela das sete para a TV Globo, intitulada Barba Azul, a qual chegou a ser aprovada para entrar no ar em 2018, porém cancelada um mês depois, dando oportunidade para novos autores da casa.[7][8]
- Em 2017, o autor chegou a se reunir com a RecordTV, porém a emissora optou por recontratar Cristianne Fridman.[9]

## Trabalhos na televisão

### Telenovelas[2]
| Ano  | Trabalho            | Emissora | Escalação       | Parceiros Titulares |
| ---- | ------------------- | -------- | --------------- | ------------------- |
| 1989 | Top Model           | TV Globo | autor principal | Walther Negrão      |
| 1991 | Vamp                | TV Globo | autor principal |                     |
| 1993 | Olho no Olho        | TV Globo | autor principal |                     |
| 1995 | Cara & Coroa        | TV Globo | autor principal |                     |
| 1998 | Corpo Dourado       | TV Globo | autor principal |                     |
| 2001 | Um Anjo Caiu do Céu | TV Globo | autor principal |                     |
| 2002 | O Beijo do Vampiro  | TV Globo | autor principal |                     |
| 2004 | Começar de Novo     | TV Globo | autor principal | Elizabeth Jhin      |
| 2008 | Três Irmãs          | TV Globo | autor principal |                     |

### Minisséries
| Ano  | Trabalho           | Emissora | Escalação       | Parceiros Titulares |
| ---- | ------------------ | -------- | --------------- | ------------------- |
| 1990 | A, E, I, O... Urca | TV Globo | autor principal | Doc Comparato       |
| 1993 | Sex Appeal         | TV Globo | autor principal |                     |

### Seriados[2]
| Ano         | Trabalho                       | Emissora | Escalação               | Parceiros Titulares |
| ----------- | ------------------------------ | -------- | ----------------------- | ------------------- |
| 1985 - 1987 | Armação Ilimitada              | TV Globo | autor principal         | Euclydes Marinho    |
| 1988        | Tarcísio & Glória              | TV Globo | autor principal         | Euclydes Marinho    |
| 1988        | Shop Shop                      | TV Globo | autor principal         |                     |
| 1997        | A Justiceira                   | TV Globo | autor principal         |                     |
| 1998        | Mulher                         | TV Globo | Roteirista              |                     |
| 2004        | Ovelhas Negras, no Altas Horas | TV Globo | autor principal diretor | Serginho Groissman  |
| 2010        | Na Forma da Lei                | TV Globo | autor principal         |                     |

## Cinema

### Como roteirista[2]
- 1971 - O Capitão Bandeira contra o doutor Moura Brasil (também como diretor e produtor)
- 1975 - A Carne
- 1976 - Gordos e Magros
- 1977 - Gente Fina é outra coisa (também como diretor)
- 1978 - O Bom Marido (também como diretor)
- 1978 - Nos embalos de Ipanema (também como diretor)
- 1979 - Terror e Êxtase (também como diretor)
- 1981 - A Mulher Sensual (também como diretor)
- 1981 - O Torturador (também como diretor)
- 1982 - Aventuras de um Paraíba
- 1982 - Menino do Rio (também como diretor)
- 1984 - Garota Dourada (também como diretor)
- 1985 - Além da Paixão (também como produtor)
- 1988 - Dedé Mamata
- 1989 - Dias Melhores Virão
- 1995 - O Quatrilho

### Como diretor[2]
- 1976 - Paranóia
- 1977 - Revólver de Brinquedo
- 1979 - Eu Matei Lúcio Flávio
- 1981 - Menino do Rio

### Como assistente de direção
- 1966 - A Grande Cidade
- 1967 - Cara a Cara
- 1967 - Terra em Transe
- 1969 - Pedro Diabo ama Rosa Meia-Noite
- 1969 - O Dragão da maldade contra o santo guerreiro
- 1969 - O Bravo Guerreiro
- 1970 - Pindorama